# Avant l'inondation
Avant l'inondation (Before the Flood) est le quatrième épisode de la neuvième saison de la seconde série de la série télévisée britannique de science-fiction Doctor Who, qui a été diffusé sur BBC One le 10 octobre 2015. Cet épisode est le second d'une histoire en deux parties.
La seconde partie de l'épisode se passe avant la première partie - l'histoire se déroule dans l'ordre inverse : Au fond du lac se déroule en 2119 et Avant l'inondation prend place dans les années 1980.

## Distribution
- Peter Capaldi : Le Docteur
- Jenna Coleman : Clara Oswald
- Paul Kaye : Prentis
- Sophie Stone : Cass
- Morven Christie : O'Donnell
- Arsher Ali : Bennet
- Colin McFarlane : Moran
- Zaqi Ismail : Lunn
- Steven Robertson : Pritchard
- Neil Fingleton : Le Roi Pêcheur
- Peter Serafinowicz : Voix du Roi Pêcheur
- Corey Taylor : Cri du Roi Pêcheur

### Version française
- Philippe Résimont : Le Docteur
- Marielle Ostrowski : Clara Oswald

## Résumé
L'épisode commence par le Docteur dans le TARDIS expliquant aux téléspectateurs ce qu'est le paradoxe de l'écrivain ou une boucle de causalité, par un exemple concret : un voyageur temporel souhaite rencontrer Ludwig van Beethoven dont il admire la musique, mais quand il arrive à l'époque où le compositeur aurait vécu, il découvre que personne ne le connait. Afin de faire profiter le monde entier de la musique de ce compositeur, il choisit de publier lui-même les partitions de l'œuvre, devenant ainsi lui-même Beethoven. Mais le Docteur a alors une question : qui a alors écrit en premier les morceaux, « qui a écrit la 5e de Beethoven ? »
L'intrigue revient ensuite là où s'était conclu Au fond du lac. Le Docteur arrive avec Bennett et O'Donnell sur les lieux du village englouti en 1980, au moment où le vaisseau a atterri entre les maisons alors encore à l'air libre. Le village est inhabité, n'étant qu'un camp d'entrainement militaire. Ils retrouvent le Tivolien Prentis, le premier fantôme encore vivant à ce moment, et le vaisseau n'est pas encore marqué par les symboles. Prentis explique que le vaisseau est un corbillard transportant le corps d'un conquérant décédé, le Roi pêcheur. Dans le futur, dans la base engloutie, Clara, Cass et Lunn remarquent que le fantôme du Docteur ne dit pas les mêmes mots que les autres fantômes mais donne une liste de noms. Quand le Docteur apprend par Clara l'existence de son fantôme, il est sous le choc de se savoir condamné. Clara l'incite à changer les événements, mais pour le Docteur, ce serait trop dangereux de créer une réalité alternative et il doit donc mourir pour laisser la continuité des événements en l'état. Le fantôme du Docteur déverrouille la cage de Faraday, relâchant les autres fantômes. En 1980, le Roi pêcheur se relève, grave les symboles dans le cockpit, tue Prentis et sort sa chambre de stase avant de traquer le groupe du Docteur.
Dans sa fuite, O'Donnell est tuée par le Roi pêcheur. Bennett comprend alors que la liste de noms répétée par le fantôme du Docteur donne l'ordre de décès de l'équipage de la base sous-marine, et la prochaine est Clara. Le Docteur est maintenant décidé à sauver sa compagne de voyage, il est trop tard pour lui. En tentant de retourner dans le futur, le Docteur se retrouve coincé par le TARDIS qui le renvoie une demi-heure avant sa première arrivée. Le Docteur et Bennett se cachent afin de ne pas interférer avec leurs doubles. Dans le futur, le fantôme d'O'Donnell apparait à son tour et prive Clara de son téléphone. Elle cherche un moyen de le récupérer et suggère que Lunn, le seul qui n'a pas regardé les symboles dans le vaisseau, ne sera pas attaqué. Lunn sort de la cage mais se fait surprendre par les fantômes, Clara et Cass se lancent à son secours.
Le Docteur renvoie Bennett dans le TARDIS afin de se confronter seul au Roi pêcheur. La créature confirme que les fantômes qu'il a créés vont servir à amplifier un signal attirant une armée sur Terre et le Docteur ne peut rien y changer. En réponse, le Docteur lui reproche d'avoir privé les âmes des morts de leur repos et affirme qu'il a effacé les symboles dans le vaisseau. Le Roi pêcheur réalise qu'il s'agit d'un piège quand il retourne dans le vaisseau, voit les symboles mais aussi un générateur manquant (et dont l'absence a été signalée dans la première partie). Le Docteur utilise le générateur pour faire exploser le barrage proche et engloutir le village, tuant le Roi pêcheur. Bennett part dans le TARDIS, qui redémarre à la suite d'un protocole de sécurité. Bennett ignore où est le Docteur.
Cass échappe au fantôme de Moran et retrouve Clara et Lunn dans le hangar. La chambre de stase s'ouvre alors et le Docteur en sort. Les fantômes sont ensuite attirés par le cri du Roi pêcheur dans la cage de Faraday, émis par le fantôme du Docteur, qui n'est en fait qu'un hologramme généré par les lunettes soniques du Docteur.
Le Docteur informe UNIT afin qu'ils récupèrent la cage de Faraday de la base avec les fantômes à l'intérieur, et utilise ses lunettes pour effacer les modifications provoquées par les symboles dans les cerveaux des survivants. Clara tente de réconforter Bennett au sujet de la mort d'O'Donnell, qui en vient à pousser Lunn et Cass à admettre leur amour. Le Docteur et Clara partent dans le TARDIS, où le Docteur fournit les dernières explications : les noms que son « fantôme » donnait après O'Donnell étaient dus au hasard, seul le nom de Clara devait lui servir de motivation. Quand Clara demande au Docteur comment il savait quoi faire avec son hologramme, il répond qu'il savait seulement ce qu'il avait à faire car c'est Clara qui lui avait indiqué ce que disait le fantôme ; le Docteur se tourne vers la caméra et répète « qui a écrit la 5e de Beethoven ? », car c'est là aussi une boucle causale.

### Continuité
- C'est la seconde fois après Jamais seul où le Docteur s'adresse directement au spectateur lors du pré-générique.
- Sur l'amplificateur du Docteur figure le logo de « Magpie Electronics » l'entreprise vue dans L'Hystérique de l'étrange lucarne[1].
- O'Donnell dit avoir étudié des dossiers sur le Docteur, elle cite les noms de Rose, Martha et Amy[2], et parle du TARDIS en reprenant comme une enfant la célèbre réplique « C'est plus grand à l'intérieur ».
- En apprenant l'année, 1980, O'Donnell explique que cela se passe « avant la victoire d'Harold Saxon, avant l'énorme chauve-souris sortant de la lune » et avant « le Ministère de la guerre », une allusion à un événement que le Docteur n'a pas encore connu.
- Le protocole de sécurité du TARDIS no 712 était déjà apparu dans l'épisode Les Anges pleureurs[2]. C'est la troisième fois que le TARDIS utilise un hologramme afin de justifier une manœuvre de sécurité après À la croisée des chemins et Allons tuer Hitler[2].
- Prentis explique qu'après le Roi Pêcheur, leur peuple a été asservi par les « glorieux Arcateeniens ». Or, ceux-ci ont déjà été mentionnés dans la série dérivée de Doctor Who, Torchwood dans l'épisode Cadeaux grecs. Les deux épisodes en question ont été écrits par Toby Whithouse[3].